# Аккаржанка
Аккаржа́нка — мала річка в Україні, в межах Одеського району Одеської області. Впадає до Сухого лиману (басейн Чорного моря).

## Опис
Довжина річки 39 км, площа водозбору 160 км². Річище помірно звивисте (в нижній течії більш звивисте), на значній протяжності пересихає. Є кілька невеликих ставків.

## Розташування
Аккаржанка бере початок біля села Березані. Тече спершу на південь, далі — на південний схід. У пригирловій частині робить кілька зиґзаґоподібних закрутів. Впадає до Сухого лиману в його південно-західній частині, на схід від смт Великодолинське.
На річці розташоване смт Великодолинське.